# Sinus caroticus

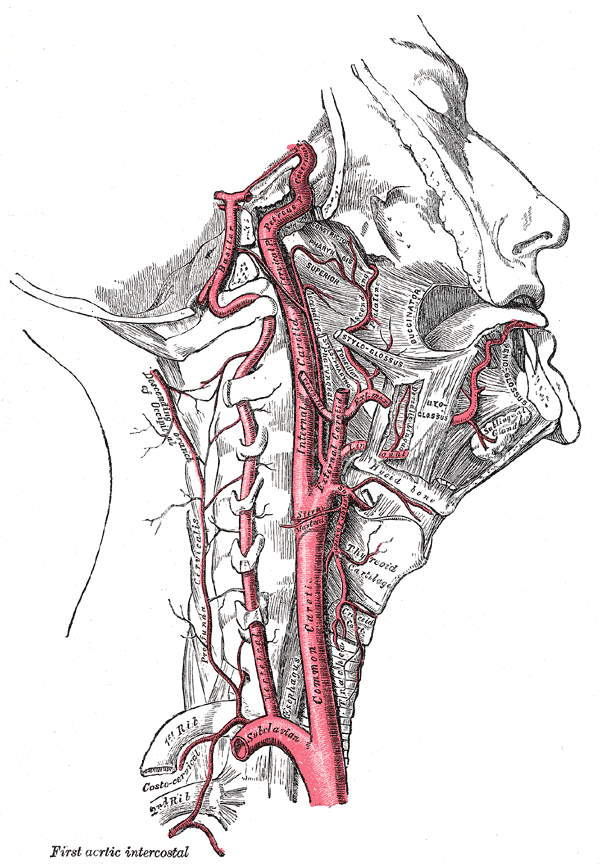
Slagaders van de nek. De sinus caroticus bevindt zich aan de oorsprong van de halsslagader (arteria carotis communis).

De sinus caroticus is een plekje in de halsslagader dat bij prikkeling de 
hartslagfrequentie of de bloeddruk reduceert. Het bevindt zich tussen het sleutelbeen en de kaak.
Overprikkeling van dit orgaan kan tot een hartstilstand leiden. Dit is soms mede een doodsoorzaak bij ophanging. Bij sommige mensen is dit orgaan erg gevoelig, dit kan leiden tot syncope door een verminderde hartdebiet.

## Functie
De sinus caroticus bevat verscheidene baroreceptoren die veranderingen in bloeddruk registreren. De baroreceptoren van de sinus caroticus worden geïnnerveerd door de zenuw van Hering die een tak is van de nervus glossopharyngeus (craniale zenuw IX). Deze zenuw geeft signalen af in de nucleus tractus solitarii van de medulla oblongata. De nucleus tractus solitarii moduleert de activiteit van orthosympathische en parasympathische neuronen in de medulla oblongata. Deze neuronen reguleren op hun beurt de autonome controle van het hart en de bloedvaten. Zo zal de sinus caroticus bij waargenomen bloeddrukverhoging in de halsslagader een signaal doorgeven dat bovenbeschreven weg aflegt. Vervolgens zal de nucleus tractus solitarii via de nucleus posterior nervi vagi algemeen visceraal efferente vezels van deze tiende craniale zenuw aanzetten tot vrijmaking van acetylcholine (parasympathische werking), hetgeen een vertraging van de hartslag en verzwakking van de contractiekracht teweegbrengt, wat algemeen resulteert in een bloeddrukdaling.